# Gorgora (bướm đêm)
Gorgora  là một chi bướm đêm thuộc họ Noctuidae.